# مرد فرات
مرد فرات ((به ترکی استانبولی: Mert Fırat)؛ زادهٔ ۱۰ ژانویهٔ ۱۹۸۱) هنرپیشه و فیلم‌نامه‌نویس اهل کشور ترکیه است. وی از سال ۲۰۰۵ تاکنون در بیش از پنجاه فیلم سینمایی نقش آفرینی کرده است. از فیلم‌هایی که وی در آن نقش داشته است می‌توان به عشق به زبان دیگر، رویای پروانه، قتل‌های کوچک اشاره کرد.